# Astragalus razicus
Astragalus razicus är en ärtväxtart som beskrevs av Ahmed Ahmad Parsa. Astragalus razicus ingår i släktet vedlar, och familjen ärtväxter. Inga underarter finns listade i Catalogue of Life.